# Orkla Foods Sverige
Orkla Foods Sverige AB är ett svenskt livsmedelsföretag med huvudkontor i Malmö, inom den norska företagsgruppen Orkla. Företaget producerar fisk- och skaldjursinläggningar, förädlade potatisprodukter, färdigmat, frukt- och bärprodukter, inlagda grönsaker, ketchup och såser, cerealier och frukostprodukter. 
Orkla Foods Sverige omsätter cirka 6,2 miljarder SEK och sysselsätter ungefär 1 500 anställda. Företaget har anläggningar på åtta orter i Sverige: Eslöv, Tollarp, Fågelmara, Kungshamn, Uddevalla (lager), Kumla, Örebro och Vansbro. 

## Varumärken
Ett urval av varumärken som Orkla Foods Sverige äger är Abba, Felix, Kalles, Bob, Ekströms, Risifrutti, Grandiosa, Önos, Fun Light, Jokk, Den Gamle Fabrik och Paulúns.

## Historik

### Beijerinvest, Volvo och Provendor Food
Volvo hade år 1981 gått ihop med Beijerinvest och hade därmed övertagit flera livsmedelsindsutrier. Beijer hade 1975 tagit över Pribo, där Pripps, Ramlösa, Abba Seafood och Lithells ingick. År 1980 hade man även tagit över AB Felix.
År 1984 bestämde sig Volvo för att samla livsmedelsverksamheten i dotterbolaget Provendor Food AB. Där ingick bland annat Felix och Abba. År 1986 förvärvades Cardo som ägde Sockerbolaget, vilket tillfördes Provendor Food.

### Statsföretag och Procordia
Statsföretag/Procordia ägde bland annat Önos och Ekströms. I samband med att koncernen tog namnet Procordia började man använda namnet Procordia Food som samlande namn på livsmedelsverksamheten.

### Sammanslagning 1990
År 1990 sålde Volvo Provendor till Procordia. År 1993 delades Procordia upp och livsmedelsverksamheten hamnade i ett bolag som hette BCP Branded Consumer Products och kontrollerades av Volvo (den andra delen var Pharmacia AB).
Ekströms Livsmedelsprodukter AB och Önos AB slogs den 1 januari 1993 ihop för att bilda Ekströms Önos AB med huvudkontor i Kristianstad.

### Procordia Food bildas och säljs till Orkla
Den 1 januari 1995 slogs Felix och Ekströms Önos ihop för att bilda ett sammanhållet bolag som hette Procordia Food AB, ett tag till inom BCP. I Sverige hade det sammanslagna bolaget fabriker i Eslöv, Fågelmara, Vansbro, Örebro, Tollarp och Färjestaden. Utöver Felix, Ekströms och Önos ägde man varumärken som Beauvais, Den Gamle Fabrik, Kalas och Põltsamaa.
År 1993 hade ICA sålt sitt sylt- och saftföretag Bob till norska Nora Industrier(no). Nora ingick sedan några år tidigare i Orkla. Orkla hade sedan tidigare flera andra norska livsmedelsvarumärken som Stabburet och Idun. Nora hade tidigare sålt bland annat Fun Light på export till Sverige, men genom köpet av Bob etablerade man sig mer på allvar i Sverige.
I april 1995 meddelades att BCP skulle köpas av Orkla. Abba Seafood och Procordia Food fortsatte som självständiga bolag under Orkla.
Procordia Foods gamla huvudkontor i Malmö avvecklades i samband med köpet. Företagsledningen flyttades till Nora i Oslo. Procordia Food AB hade dock Eslöv som säte. Handelshinder stod i vägen för en större samordning med norska fabriker. Som eftergift till Konkurrensverket såldes varumärket Kalas. Affären innebar att Bob Industrier och dess fabrik i Kumla uppgick i Procordia Food.
Utöver verksamheten i Sverige hade Procordia Food även verksamhet i Danmark, Finland, Österrike och Estland, vilket i huvudsak stammade ur satsningar gjorda av AB Felix. De utländska bolagen i Procordia Food-gruppen var A/S Beauvais(da) i Danmark, Felix Abba Oy(fi) i Finland, Felix Austria i Österrike och Põltsamaa Felix AS(et) i Estland. Tillsammans med Abba Seafood och norska Stabburet bildade Procordia Food en division i Orkla-koncernen kallad Orkla Foods.

### Procordia Foods efter 1996
Efter sammanslagningarna skedde flera förändringar så att varumärkena fick tydligare inriktningar och produktionen rationaliserades. Fabrikerna var inte längre kopplade till enskilda varumärken. Det medförde exempelvis att den tidigare Önosfabriken i Tollarp även gjorde produkter som såldes som Bob och Felix. Produktionen av Risifrutti, som från starten gjorts av Bob i Kumla, flyttades under 1998 till Ekströmsfabriken i Örebro. Ett exempel på hur varumärkena renodlades var att färdigrätter i rullpack som tidigare sålts under namnet Bob under 2006 bytte namn till Felix, så att färdigmat samlades under namnet Felix och Bob fokuserades på saft och sylt.
I januari 2006 meddelades att fabriken i Färjestaden på Öland skulle läggas ner.
År 2007 köptes företaget Uplands Paj som främst arbetade mot storhushåll och hade fabrik i Hofors. Produktionen samordnades med Felix i Vansbro innan fabriken i Hofors lades ner år 2010.
Hösten 2009 tog Procordia Food över licensen för varumärket Paulúns. Under 2010 avvecklades pastavarumärket Pastella i Sverige och ersattes av Felix.
I oktober 2012 meddelades att Procordia Food skulle köpa varumärket Jokk från Norrmejerier. Varumärket övertogs i januari 2013 och vid slutet av mars flyttades produktionen till Kumla.

### Orkla Foods Sverige
År 2013 köpte Orkla koncernen Rieber & Søn(no) och blev därmed ägare till Frödinge Mejeri. Den 1 april 2013 uppgick Abba Seafood i Procordia Food och den 1 juli 2013 blev även Frödinge Mejeri en del av Procordia Food.
I januari 2014 bytte Procordia Food namn till Orkla Foods Sverige AB. Huvudkontoret fanns i Eslöv och man hade fabriker i Eslöv, Tollarp, Fågelmara, Frödinge, Kungshamn, Kumla, Örebro och Vansbro och ett lager i Uddevalla.
År 2014 bestämdes att huvudkontoret skulle flyttas från Eslöv (där det genom de tidigare bolagen AB Felix/Procordia Food funnits sedan 1939) till Malmö. Flytten genomfördes 2016.
Den 1 juni 2015 köptes Anamma Foods med produktion i Simrishamn och Vadensjö. Fabriken i Vadensjö lades ner 2016 och mot slutet av 2018 lade man även ner i Simrishamn. I båda fallen tog fabriken i Eslöv över produktionen.
År 2020 såldes Frödinge Mejeri, inklusive dess fabrik, till Odense Marcipan(da) (även det inom Orkla-koncernen). Ett nytt varumärke för "hållbar mat" med namnet Frankful lanserades hösten 2020.
Bland andra affärer gjorda efter namnbytet kan nämnas:
- Mrs Cheng’s som tillkom efter köpet av Rieber & Søn såldes 2018 till Continental Foods.[32]
- Havrefras köptes 2020 från Pepsico[33] efter att Orkla Foods Sverige varit distributör sedan 2016.[34]

## Fabriker
Orkla Foods Sverige har tillverkning på sju orter. Alla fabriksorter föregår grundandet av Procordia Food.
- Eslöv, tidigare Felix huvudsakliga fabrik.
- Tollarp, tidigare Önos.
- Örebro, tidigare Ekströms.
- Kumla, tidigare Bob.
- Kungshamn, tidigare Abba.
- Fågelmara, ursprungligen Reymersholms Livsmedel som köptes av Felix 1967.
- Vansbro, startade 1974 som Oves bageri och inledde pizzatillverkning som Petrono Food år 1977.[35] År 1979 köptes verksamheten av Felix.[36]

Den enda fabriksort som fanns med när Procordia Food bildades 1995 och som sedan avvecklats är Önosfabriken i Färjestaden. Fabriken hette tidigare Ölandskonserver, hade köpts av Önos på 1970-talet och lades ner 2006.
Några fabriker som följt med senare företagsförvärv har lagts ner när verksamheten rationaliserats.
De svenska fabrikerna producerar även för export. Orkla hade genom köp av Kavlis danska verksamhet år 2016 tagit över en saftfabrik i Ringkøbing. I september 2017 meddelades av fabriken i Ringkøbing skulle läggas ner och produktionen flyttas till Kumla. Under 2016 lades Orklas saftfabrik Gimsøy Kloster i norska Skien ner och även den produktionen flyttades till Kumla.

### Fotnoter
1. ↑  ”Orkla Foods Sverige Aktiebolag – Bokslut & Nyckeltal”. Allabolag.se. https://www.allabolag.se/5562380302/bokslut.
2. ↑  ”Varumärken - Orkla Foods Sverige”. www.orklafoods.se. Arkiverad från originalet den 13 juli 2016. https://web.archive.org/web/20160713144421/http://www.orklafoods.se/Varumaerken. Läst 26 augusti 2016.
3. ↑  Provendor Food nytt volvobolag, Svenska Dagbladet, 28 februari 1984
4. ↑  "Statsföretag bli Procordia", Dagens industri, 9 november 1984
5. ↑  Nytt från näringslivet, Svenska Dagbladet, 14 december 1992
6. ↑  Ett nordiskt livsmedelsföretag föds, Svenska Dagbladet, 6 februari 1995
7. ↑  "ICA säljer BOB till norrmännen", Dagens Industri, 3 juni 1993
8. ↑  "Matkungen", Dagens Industri, 4 april 1995
9. ↑  "Här kan Orkla lyfta vinsten efter köpet", Dagens Industri, 5 april 1995
10. ↑  "Orklas köp av Procordia Food klart", Dagens Industri, 15 september 1995
11. ↑  Nytt från Näringslivet, Svenska Dagbladet, 6 mars 1996
12. ↑  "Önos har varit med i ett helt sekel", Kristianstadsbladet, 16 april 2003
13. ↑  "Smart förpackat lunchgodis Pernillas leende bäddade för Risifruttis succé", Nerikes Allehanda, 17 april 1998
14. ↑  Nya rätter och nytt namn i rullpack Arkiverad 7 mars 2023 hämtat från the Wayback Machine., Procordia Food, 8 mars 2006
15. ↑  Konservfabrik läggs ned i Färjestaden - 30 fast anställda utan jobb, P4 Kalmar, 12 januari 2006
16. ↑  Procordia Food övertar Uplands Paj och stärker sin position inom frysta pajer Arkiverad 28 februari 2023 hämtat från the Wayback Machine., Procordia Food, 17 april 2007
17. ↑  Hofors – Procordia lägger ner bageriet, SVT Dalarna, 20 november 2009
18. ↑  Procordia tar över Paulun, Dagens Handel, 5 november 2009
19. ↑  Pastella byter kostym till Felix Arkiverad 7 mars 2023 hämtat från the Wayback Machine., Procordia Food, 8 juni 2010
20. ↑  Procordia förvärvar JOKK Arkiverad 28 februari 2023 hämtat från the Wayback Machine., Procordia Food, 24 oktober 2012
21. ↑  Nytt år, ny familjemedlem – Välkommen JOKK! Arkiverad 7 mars 2023 hämtat från the Wayback Machine., Procordia Food, 7 januari 2013
22. ↑  ”Arkiverade kopian”. Arkiverad från originalet den 22 mars 2017. https://web.archive.org/web/20170322111829/http://www.orklafoods.se/Pressrum/Orkla-koeper-Rieber-Son. Läst 21 mars 2017.
23. ↑  Nu skrivs svensk livsmedelshistoria Arkiverad 28 februari 2023 hämtat från the Wayback Machine., Orkla Foods Sverige, 1 juli 2013
24. ↑  Matjätte byter namn, Dagens Handel, 2 januari 2014
25. ↑  Huvudkontorsboomen: Orkla Foods Sverige väljer Dockan i Malmö Arkiverad 28 februari 2023 hämtat från the Wayback Machine., Orkla Foods Sverige, 2 oktober 2014
26. ↑  ”Arkiverade kopian”. Arkiverad från originalet den 22 mars 2017. https://web.archive.org/web/20170322112139/http://www.orklafoods.se/om-oss/Historia/Viktiga-milstolpar. Läst 21 mars 2017.
27. ↑  Orkla Foods Sverige köper Anamma Foods Arkiverad 28 februari 2023 hämtat från the Wayback Machine., Orkla Foods Sverige,  8 maj 2015
28. ↑  Därför flyttar Anamma veganmaten från Landskrona, Helsingborgs Dagblad, 24 oktober 2016
29. ↑  Anamma flyttar till Eslöv - 20 anställda får gå, Ystads Allehanda, 4 september 2018
30. ↑  ANRIKA FRÖDINGEFÖRETAGET KÖPS AV DANSKT FÖRETAG, Dagens Vimmerby, 27 augusti 2020
31. ↑  Orkla lanserar nytt hållbart varumärke: Frankful Arkiverad 28 februari 2023 hämtat från the Wayback Machine., Orkla Foods Sverige, 5 oktober 2020
32. ↑  Orkla säljer varumärket Mrs Cheng’s till Continental Foods Arkiverad 28 februari 2023 hämtat från the Wayback Machine., Orkla Foods Sverige, 5 december 2018
33. ↑  Orkla förvärvar varumärket Havrefras Arkiverad 28 februari 2023 hämtat från the Wayback Machine., Orkla Foods Sverige, 2 juni 2020
34. ↑  Orkla ingår avtal med PepsiCo Arkiverad 28 februari 2023 hämtat från the Wayback Machine., Orkla Foods Sveriges, 27 april 2015
35. ↑  I Vansbro finns Sveriges största pizzabageri, Nya Ludvika Tidning, 22 november 2015
36. ↑  AB Felix, Svenska Dagbladet, 9 februari 1979
37. ↑  Orkla acquires Kavli's Danish operation, Orkla ASA, 8 januari 2016
38. ↑  Orkla lukker Fun-fabrik i Ringkøbing, FødevareWatch, 5 september 2017
39. ↑  Orkla samlar dryckeskompetens i Kumla Arkiverad 7 mars 2023 hämtat från the Wayback Machine., Orkla Sverige, 11 september 2017
40. ↑  Orkla flyttar saft- och glöggproduktion från Norge till svenska Kumla Arkiverad 7 mars 2023 hämtat från the Wayback Machine., Orkla Sverige, 29 mars 2016